# マイケル・G・ウィルソン
マイケル・グレッグ・ウィルソン（Michael Gregg Wilson、OBE、1942年1月21日 - ）は、アメリカ合衆国の映画プロデューサー、脚本家である。『007』シリーズのプロデューサーとして知られる。

## 生い立ちと私生活
ニューヨーク州ニューヨーク市で俳優の父ルイス・ウィルソンと母ダナ・ノートルの息子として生まれる。父ルイスは連続活劇でバットマンを演じていた。のちに母の再婚により、後に共同で『007』シリーズを製作することになるアルバート・R・ブロッコリは義父、その娘のバーバラ・ブロッコリは父親違いの兄妹になる。1963年にハーヴェイ・マッド大学を卒業し、その後はスタンフォード大学・ロースクールで法律を学んだ。卒業後はワシントンD.C.で働いた。
2008年にバーバラ・ブロッコリと共に大英帝国勲章が授与された。
長男のデヴィッド・G・ウィルソンもイーオン・プロダクションズで働いている。
2024年度の第97回アカデミー賞において、バーバラ・ブロッコリと共にアービング・G・タルバーグ賞を受賞した。

## フィルモグラフィ
- 007/ムーンレイカー Moonraker（1979）製作総指揮
- 007/ユア・アイズ・オンリー For Your Eyes Only（1981）製作総指揮・脚本
- 007/オクトパシー Octopussy（1983）製作総指揮・脚本
- 007/美しき獲物たち A View to a Kill（1985）製作・脚本
- 007/リビング・デイライツ The Living Daylights（1987）製作・脚本
- 007/消されたライセンス Licence to Kill（1989）製作・脚本
- 007/ゴールデンアイ GoldenEye（1995）製作
- 007/トゥモロー・ネバー・ダイ Tomorrow Never Dies（1997）製作
- 007/ワールド・イズ・ノット・イナフ The World Is Not Enough（1999）製作
- 007/ダイ・アナザー・デイ Die Another Day（2002）製作
- 007/カジノ・ロワイヤル Casino Royale（2006）製作
- 007/慰めの報酬 Quantum of Solace（2008）製作
- 007 スカイフォール Skyfall（2012）製作
- 007 スペクター Spectre（2015）製作
- ナンシー Nancy（2018）製作総指揮
- リズム・セクション The Rhythm Section（2020）製作
- 007/ノー・タイム・トゥ・ダイ No Time to Die（2020）製作